# FSR (プロレス団体)
FSR（エフ・エス・アール、ファイティング・スピリット・レスリング）は、かつて存在した日本のプロレス団体。本来の略称は「FSW」とすべきだが「FMW」と紛らわしいということで3文字目は「W」ではなく「R」にしている。

## 歴史
1995年1月、PWCを退団したジョージ高野が弟の高野俊二と別れて設立。6月11日、釧路市厚生年金体育館で旗揚げ戦を開催。
設立当初は高野の夫人の実家がある釧路を本拠地に「プロレスと格闘技の融合」を目指していたが、所属選手が高野の他に新人選手1人という状況で人材、興行的にも苦戦していた。さらに「FSR格闘技トーナメント」に勝ち上がったアマチュア格闘家と高野が対戦して敗れたことにより、評価が急落して運営が立ち行かなくなる。ただし、高野は設立当初から「自分はピークを過ぎた人間なので自分が前に出るのではなく後継者を育てるのがFSRで本当にやりたいことだ」と語っている。そのため、高野の敗北は本来さほど問題ない事象の、はずであったが観客から見ればプロレスラーの強さを期待して観戦したにもかかわらず、無名のアマチュア選手に負けてしまった失望感が大きく評価を下げる要因となった。
1997年、一時的に東京に事務所を移転した後、本拠地を熊本に移して、さらに高野の地元北九州に移して再出発を図った。その後、事実上活動休止となる。
2004年3月、別冊宝島の企画で受けたインタビューによると高野は選手活動がほとんど出来ていないが引退はしていないこと、活動休止しているがFSRは消滅していない旨を語っている 。その後、FSRとして表立った活動もなく事実上解散している。

## 所属選手
- ジョージ高野
- 月岡明則（現：くいしんぼう仮面）
- 隈元裕道
- 長岡純
- 菊地徹